# Кіньоло-По
Кіньоло-По (італ. Chignolo Po) — муніципалітет в Італії, у регіоні Ломбардія, провінція Павія.
Кіньоло-По розташоване на відстані близько 440 км на північний захід від Рима, 45 км на південний схід від Мілана, 27 км на схід від Павії.
Населення — 4049 осіб (2014).

## Демографія
Населення за роками:

Станом на 1 січня 2023 року в муніципалітеті офіційно проживало 570 іноземців з 40 країн, серед них 239 громадян країн Євросоюзу та 17 громадян України.

## Сусідні муніципалітети
- Бадія-Павезе
- Мірадоло-Терме
- Монтічеллі-Павезе
- Оріо-Літта
- Роттофрено
- Сан-Коломбано-аль-Ламбро
- Санта-Кристіна-е-Біссоне